# Exec (informatica)
Exec (van execute, "voer uit!") concept uit de informatica en is (onder de naam execve) deel van de POSIX API en vervangt het programma dat het huidige proces uitvoert. Er wordt dus geen nieuw proces gestart, maar het huidige proces start een ander programma. Om een ander programma te starten in een apart proces wordt dan ook een combinatie fork/exec gebruikt.